# TP d'Or 1992
Els premis TP d'Or 1992, foren entregats el 23 de febrer de 1993 al Palau de Congressos de Madrid en una cerimònia presentada per Ramón García i Assumpta Serna.
| Categoria                       | Programa                                    | Persona                           | Resultat   |
| ------------------------------- | ------------------------------------------- | --------------------------------- | ---------- |
| Actor                           | Farmacia de guardia                         | Carlos Larrañaga                  | Guanyador  |
| Actor                           | El Quijote de Miguel de Cervantes           | Fernando Rey                      | Nominat    |
| Actor                           | La mujer de tu vida                         | Francisco Rabal                   | Nominat    |
| Actriu                          | Farmacia de guardia                         | Concha Cuetos                     | Guanyadora |
| Actriu                          | Entre platos anda el juego                  | Rafaela Aparicio                  | Nominada   |
| Actriu                          | Abigail                                     | Catherine Fulop                   | Nominada   |
| Presentador                     | Quién sabe dónde                            | Francisco Lobatón                 | Guanyador  |
| Presentador                     | Al ataque                                   | Alfons Arús                       | Nominat    |
| Presentador                     | Antena 3 Noticias                           | José María Carrascal              | Nominat    |
| Presentadora                    | Queremos saber                              | Mercedes Milá                     | Guanyadora |
| Presentadora                    | De tú a tú                                  | Nieves Herrero                    | Nominada   |
| Presentadora                    | ¡Hola Raffaella! i A las ocho con Raffaella | Raffaella Carrà                   | Nominada   |
| Personatge Revelació            | El menú de cada día                         | Karlos Arguiñano                  | Guanyador  |
| Sèrie Dramàtica Nacional        | El Quijote de Miguel de Cervantes           | El Quijote de Miguel de Cervantes | Guanyadora |
| Telecomèdia Nacional            | Farmacia de guardia                         | Farmacia de guardia               | Guanyadora |
| Telenovel·la                    | La loba herida                              | La loba herida                    | Guanyadora |
| Serie Estrangera                | Beverly Hills, 90210                        | Beverly Hills, 90210              | Guanyadora |
| Informatiu diari                | Telediario                                  | Telediario                        | Guanyador  |
| Magazine i varietats            | ¡Hola Raffaella!                            | ¡Hola Raffaella!                  | Guanyador  |
| Programa de documentals i debat | Quién sabe dónde                            | Quién sabe dónde                  | Guanyador  |
| Concurs                         | Cifras y letras                             | Cifras y letras                   | Guanyador  |
| Programa infantil               | Club Disney                                 | Club Disney                       | Guanyador  |
| Premi Especial a tota una vida  | Miliki                                      | Miliki                            |            |